# Zooropa
| Recensione    | Giudizio |
| ------------- | -------- |
| Ondarock      | 6.5/10   |
| AllMusic      |          |
| Rolling Stone |          |

Zooropa è l'ottavo album del gruppo irlandese U2, pubblicato nel 1993.

## Descrizione
Zooropa sviluppa ulteriormente alcune idee estetiche del precedente disco Achtung Baby. Qui più che mai si sente la mano di Brian Eno, alla produzione. All'inizio si vociferava sull'uscita di un mini-LP poi gli U2 registrarono un album a tutti gli effetti.
Il brano Daddy's Gonna Pay for Your Crashed Car contiene un campionamento del Coro dell'Armata Rossa del Complesso Aleksandrov (1976), The City Sleeps di MC 900 Ft.Jesus (1991).

## Promozione
Zooropa uscì in Europa nel luglio 1993, mentre gli U2 erano in viaggio nel vecchio continente con lo ZooTV Tour. L'album ottenne un notevole riscontro di vendite appena uscì sul mercato, piazzandosi al primo posto sia nel Regno Unito che negli Stati Uniti, ma non ebbe longevità nelle classifiche a causa di una bizzarra strategia di lancio dell'album, il cui primo e unico singolo, Stay (Faraway, So Close!), uscì soltanto 4 mesi più tardi (Numb era una VHS, Lemon fu a tiratura limitata).
Per promuovere l'album, il gruppo allungò lo Zoo TV Tour durante il 1993, già avviato nel 1992 per promuovere l'album precedente Achtung Baby. Le canzoni di Zooropa trovarono poco spazio all'interno dei vari best-of e nelle scalette del successivo allo ZooTV Tour, principalmente a causa della loro marcata diversità stilistica rispetto ai brani degli U2 più convenzionali.
Nel 2011 Zooropa è stato inserito nella Super Deluxe Box-set del 20º anniversario di Achtung Baby.

## Tracce
Testi di Bono, eccetto dove indicato, musiche degli U2.
1. Zooropa – 6:30
2. Babyface – 4:00
3. Numb – 4:20 (testo: The Edge)
4. Lemon – 6:55
5. Stay (Faraway, So Close!) – 5:00
6. Daddy's Gonna Pay for Your Crashed Car – 5:20
7. Some Days Are Better Than Others – 4:15
8. The First Time – 3:55
9. Dirty Day – 5:25 (testo: Bono, The Edge)
10. The Wanderer (feat. Johnny Cash) – 5:40 – contiene una traccia fantasma

## Formazione
Gruppo
- Bono - voce, chitarra, seconda voce (Numb), cori (The Wanderer), scrittura brani
- The Edge - chitarra, pianoforte, sintetizzatori, cori, voce, scrittura brani, produzione
- Adam Clayton - basso, scrittura brani
- Larry Mullen, Jr. - batteria, percussioni, cori (Numb), scrittura brani

Altri musicisti
- Brian Eno - tastiera, pianoforte, sintetizzatori, archi, harmonium, cori (Lemon)
- Flood - sintetizzatori (Daddy's Gonna Pay for Your Crashed Car e The Wanderer)
- Johnny Cash - voce (The Wanderer)
- Des Broadbery - sintetizzatori (Babyface, Daddy's Gonna Pay for Your Crashed Car e Some Days Are Better Than Others)

Produzione
- Brian Eno - produzione
- Flood - ingegnere del suono, missaggio, produzione
- Robbie Adams - missaggio, ingegnere del suono
- Willie Mannion - assistenza missaggio e ingegnere del suono
- Rob Kirwan - assistenza missaggio e ingegnere del suono
- Mary McShane - assistenza missaggio e ingegnere del suono
- Stewart Whitmore - montaggio digitale
- Arnie Costa - mastering